# Точи (Алба)
Точи (рум. Toci) насеље је у Румунији у округу Алба у општини Соходол. Oпштина се налази на надморској висини од 842 m.

## Становништво
Према подацима из 2002. године у насељу је живело 8 становника, од којих су сви румунске националности.